# Jörg Schuldhess
Jörg Schuldhess (Basilea, 4 giugno 1941 – Basilea, 15 giugno 1992) è stato un pittore, disegnatore e scrittore svizzero.
Era battezzato Jörg Anton Schulthess.

## Biografia
Dopo la scuola obbligatoria Schuldhess fece una formazione commerciale secondo i consigli dei genitori mentre avrebbe preferito fare un apprendistato da uno scultore. Dopo aver compiuto questa formazione apprese le basi della pittura dal pittore basilese Max Kämpf, in particolare il disegno del corpo umano. Nel 1963 fece la sua prima mostra. Durante cinque anni ricevette un sostegno dall'organizzazione « Patis » fondata nel 1964. Da solo o con altri pittori della sua generazione organizzò diversi eventi e azioni. Nel 1967 fondò con Kurt Fahrner ed altri giovani pittori basilesi un gruppo battezzato Farnsbrug («Farnsburggruppe») la cui meta era di conferire delle possibilità d'emancipazione alla nuova generazione di pittori indipendentemente dell'arte stabilita.
Schuldhess ha prodotto dei quadri a olio su tela e su carta, ha creato degli strumenti di musica, delle ceramiche e delle sculture. Ha pubblicato libri con riproduzioni d'immagini e con testi.
Per la maggior parte del tempo Schuldhess visse nella regione di Basilea, parecchi anni in Italia del Nord e alcuni mesi in Spagna. Viaggiò per i cinque continenti ed ebbe mostre in vari paesi. Negli ultimi anni della sua vita concentrò la sua attività sull'India e la Cina. Morì durante la preparazione di mostre a Goa e a Jinan.
Avendo nella sua famiglia delle origini ebraiche italiane, Schuldhess si avvicinò al giudaismo e si convertì a questa religione nel 1968. Ulteriormente pero si avvicinò sempre più all'induismo, a Ramakrishna e al Giainismo. La sua produzione artistica fu influenzata da queste due fasi successive del suo cammino filosofico.

## Mostre
- 1967: Farnsburggruppe, Restaurant Farnsburg, Basilea.
- 1970: Retrospektive, Old Bezalel-Museum, Gerusalemme.
- 1972: Yoseido Gallery, Tokyo.
- 1977: International Monetary Fund Visitor's Center, Washington.
- 1986: Nieve sobre Palestina, Alhambra, Granada.
- 1988: Palazzo Minzu (Cultural Palace of Minorities), Pechino.
- 1988: Auf Abel das Kainszeichen, Gymnasium Bodenacker, Liestal.
- 1990, 1993: Academy of Fine Arts, Calcutta.
- 1988, 1990, 1991: Taj Art Gallery, Bombay.
- 1993: Jörg Shimon Schuldhess-Arthur Rimbaud, Rencontre Spirituelle, Addis Abeba Hilton, Addis Abeba.
- 1993-1994: Kali. Visionen der Schwarzen Mutter, Völkerkundemuseum der Stadt Zürich, Zurigo.
- 1974, 1982 e 1995: Galleria Comunale, Portogruaro.
- 2000 e 2003: Ein vernehmbares Selbstgespräch, Dichtermuseum Liestal, Liestal.
- 2004: Face to Face with Truth, Nationalgalerie Kuala Lumpur, Kuala Lumpur.
- 2007: 1967 – Eine Ausstellung zur Basler Farnsburggruppe, Ausstellungsraum Klingental, Basilea.

## Premi
- 1966: Borsa d'arte della città di Basilea (anche in 1968, 1969, 1970, 1976, 1978 et 1981)
- 1967: Premio della Commissione federale dell'arte (Förderungspreis der Eidgenössischen Kunstkommission)
- 1968: Premio federale per l'arte (Eidgenössischer Preis für freie Kunst) (anche in 1969) [1]

## Pubblicazioni
- Tagebuch und Briefe. I.–IV. Teil. Patis, Basilea 1967–1969.
- Tränen auf Glas. Hanns-Joachim-Starczewski-Verlag, Höhr-Grenzhausen 1973.
- Contributo ne: Hans-Alfred Herchen (a cura di): Autoren-Werkstatt, Anthologie. R. G. Fischer-Verlag, Francoforte sul Meno, 1983, ISBN 3-88323-432-X, pp. 245–261.
- Serie: Auf Abel das Kainszeichen. Volumi I–V. Patis, Basilea, 1985–1988, ISBN 3-907521-013.
- Si, si, si, flores, si. Patis, Basilea 1991.
- Nie im Himmel, also doch auf Erden – Radice. Patis, Basilea, 1993.